# Witalij Slipenko
Witalij Slipenko ros.  Виталий Слипенко (ur. 20 września 1994 w Biłe) – rosyjski zawodnik mieszanych sztuk walki pochodzenia ukraińskiego. W latach 2022–2023 mistrz rosyjskiej organizacji ACA w wadze półśredniej.

## Osiągnięcia

### Mieszane sztuki walki
- Golden Medal Promotion
  - 2017: Mistrz GMP w wadze średniej
- Absolute Championship Akhmat
  - 2022-2023: Mistrz ACA w wadze półśredniej

## Lista zawodowych walk w MMA
| Wynik     | Bilans | Przeciwnik (bilans przed walką)  | Rozstrzygnięcie                                   | Runda | Czas | Rozgrywki                                              | Data       | Miejsce       | Uwagi |
| --------- | ------ | -------------------------------- | ------------------------------------------------- | ----- | ---- | ------------------------------------------------------ | ---------- | ------------- | --- |
| Wygrana   | 17-8   | Denis Izmodenov (12-9-2)         | TKO (ciosy pięściami)                             | 1     | 0:28 | ACA 190                                                | 15.08.2025 | Moskwa        | |
| Przegrana | 16-8   | Iskandar Mamadaliev (5-2)        | TKO (ground and pound)                            | 1     | 2:40 | ACA 184                                                | 28.02.2025 | Moskwa        | |
| Przegrana | 16-7   | Vinicius Cruz (12-6-1)           | Decyzja (jednogłośna)                             | 3     | 5:00 | ACA 178                                                | 16.08.2024 | Moskwa        | |
| Przegrana | 16-6   | Nikola Dipczikow (22-11)         | TKO (prawy sierpowy i ciosy pięściami w parterze) | 1     | 2:32 | ACA 170                                                | 09.02.2024 | Moskwa        | |
| Przegrana | 16-5   | Ustarmagomied Gadżydaudow (16-6) | Decyzja (jednogłośna)                             | 5     | 5:00 | ACA 160                                                | 21.07.2023 | Moskwa        | Stracił pas mistrzowski ACA w wadze półśredniej. Ćwierćfinał 2023 ACA Welterweight Grand Prix. Main Event. |
| Wygrana   | 16-4   | Abubakar Wagajew (21-3)          | KO (łokcie)                                       | 2     | 0:20 | ACA 149                                                | 16.12.2022 | Moskwa        | Zdobył pas mistrzowski ACA w wadze półśredniej. Main Event.                                                |
| Wygrana   | 15-4   | Murad Abdulajew (21-9)           | Decyzja (jednogłośna)                             | 3     | 5:00 | ACA 145                                                | 23.09.2022 | Petersburg    | Main Event                                                                                                 |
| Wygrana   | 14-4   | Stefan Sekulić (14-5)            | TKO (Obrotowy łokieć)                             | 2     | 4:46 | ACA 136                                                | 26.02.2022 | Moskwa        | Bonus za skończenie walki przed czasem. Co-Main Event                                                      |
| Przegrana | 13-4   | Gadzhimurad Khiramagomedov (9-4) | Decyzja (jednogłośna)                             | 3     | 5:00 | ACA 129                                                | 24.09.2021 | Moskwa        | |
| Wygrana   | 13-3   | Altynbek Mamashov (15-1-1)       | Decyzja (jednogłośna)                             | 3     | 5:00 | ACA 116                                                | 18.12.2020 | Moskwa        | |
| Wygrana   | 12-3   | Chersi Dudaev (10-1)             | Decyzja (jednogłośna)                             | 3     | 5:00 | ACA 107                                                | 24.07.2020 | Soczi         | |
| Wygrana   | 11-3   | Evgeny Bondar (8-2)              | Decyzja (niejednogłośna)                          | 3     | 5:00 | ACA 99                                                 | 27.09.2019 | Moskwa        | |
| Wygrana   | 10-3   | Hernani Perpétuo (19-6)          | Decyzja (jednogłośna)                             | 3     | 5:00 | S-70: Plotforma Cup 2018                               | 22.08.2018 | Soczi         | |
| Przegrana | 9-3    | Oleg Olenichev (10-5)            | Decyzja (jednogłośna)                             | 3     | 5:00 | RCC 2: Russian Cagefighting Championship               | 05.05.2018 | Jekaterynburg | |
| Przegrana | 9-2    | Talekh Nadzhafadze (10-2-1)      | Decyzja (jednogłośna)                             | 3     | 5:00 | M-1 Challenge 88                                       | 22.02.2018 | Moskwa        | |
| Wygrana   | 9-1    | Kristijan Perak (9-3-2)          | Poddanie (duszenie zza pleców)                    | 2     | 2:19 | M-1 Challenge 85                                       | 10.11.2017 | Moskwa        | |
| Wygrana   | 8-1    | Wilhelm Ott (13-13-1)            | Decyzja (jednogłośna)                             | 3     | 5:00 | GIT Crimea 2017                                        | 23.09.2017 | Jałta         | Co-Main Event                                                                                              |
| Wygrana   | 7-1    | Denis Vygovsky (6-3)             | TKO (ciosy pięściami)                             | 1     | 1:42 | GM World League 2                                      | 03.06.2017 | Moskwa        | Co-Main Event. Zdobył pas mistrzowski Golden Medal Promotion w wadze średniej                              |
| Wygrana   | 6-1    | Vyacheslav Bondarev (2-1)        | Poddanie (dźwignia prosta na staw łokciowy)       | 2     | 1:52 | L-1: Road To M-1 2017 (Stage 2)                        | 27.04.2017 | Petersburg    | |
| Przegrana | 5-1    | Daniel Skibiński (6-5)           | Decyzja (jednogłośna)                             | 3     | 5:00 | Spartan Fight 6: Piechota vs. Sokolis                  | 17.12.2016 | Płock         | |
| Wygrana   | 5-0    | Alexandr Dzugkoev (0-0)          | TKO (ciosy pięściami)                             | 1     | 1:18 | Knights of Moscow Oblast Ring: Martial Arts Festival 3 | 04.11.2016 | Moskwa        | |
| Wygrana   | 4-0    | Shumkarbek Abdimitalov (0-0)     | Decyzja (jednogłośna)                             | 2     | 5:00 | Russian MMA Union: Kalinov Most Fight                  | 27.08.2016 | Symferopol    | Main Event                                                                                                 |
| Wygrana   | 3-0    | Roman Gnezdilov (5-4)            | Decyzja (jednogłośna)                             | 2     | 5:00 | GM Promotion: Heritage                                 | 30.04.2016 | Moskwa        | |
| Wygrana   | 2-0    | Ishak Magomedov (0-0)            | Poddanie (duszenie zza pleców)                    | 2     | 3:50 | Moscow Open Pankration Cup 2016                        | 12.03.2016 | Moskwa        | |
| Wygrana   | 1-0    | Ilyas Yakubov (1-0)              | Poddanie (dźwignia prosta na staw łokciowy)       | 2     | 1:47 | ACB 18                                                 | 02.05.2015 | Grozny        | Debiut w MMA. Debiut w ACA                                                                                 |